# Bình Dương (provincie)
Bình Dương (uitspraak: [ɓiɲ21 zɨɜŋ33]) is een provincie van Vietnam. Het ligt in de zuidoostelijke regio van het land en grenst aan de provincie Binh Phuoc in het noorden, aan Ho Chi Minhstad in het zuiden en zuidwesten, aan de provincie Tay Ninh in het westen en aan Đồng Nai in het oosten. De hoofdstad van Binh Duong is tegenwoordig Thu Dau Mot, op 30 km van het centrum van Ho Chi Minhstad.

## Districten
Ben Cat, Dau Tieng, Tân Uyên, Phu Giao, Thuan An en Dĩ An

## Geografie
Binh Duong ligt in de overgangsregio tussen het plateau van centraal Vietnam en de vlakten rond de Mekongdelta en het landschap wordt dus overheerst door lage heuvels. De grond is dus redelijk vlak met gemiddelde hoogtes van 20 tot 25 m boven de zeespiegel en hellingen van 2° tot 5°. Bodemdeskundigen hebben in Binh Duong zeven verschillende bodemsoorten gevonden. Er zijn twee bodemsoorten die zeer geschikt zijn voor teel van onder andere fruitbomen. Dankzij dit staat de provincie al lange tijd bekend om haar boomgaarden van Lau Thieu (vườn cây Lái Thiêu), verspreid over een oppervlakte van 1250 ha en liggend in vier gemeenten. De bodem van de provincie is eveneens zeer geschikt voor de bouw van lage huizen en voor de ontwikkeling van industrie.
Door Binh Duong stromen heel wat grote rivieren. De belangrijkste zijn de Sài Gòn (sông Sài Gòn) en de Đồng Nai (sông Đồng Nai). Deze laatste is een van de grootste rivieren van Vietnam met een totale lengte van 450 km. Hiervan liggen 84 km binnen de grenzen van Binh Duong.

## Bevolking
In Binh Duong wonen 28 etniciteiten. De belangrijkste is de Kinh of etnische Vietnamezen. Daarna komen de Hoa en de Khmer Krom.

## Cultuur
Vroeger maakte Binh Duong deel uit van het land van Gia Định. Hierdoor is een 300 jaar lange geschiedenis van hoogstaande cultuur met als belangrijkste het solotheater. Dit heeft eveneens in heel wat andere provincies opgang gemaakt, maar Gia Dinh (en dus ook Binh Duong) is er de wieg van.
Binh Duong telt ook heel wat artisanale dorpen met houtsnijders, pottenbakkers en lakwerkers. Sinds lange tijden zijn hun producten aanwezig op internationale beurzen en veel wordt geëxporteerd naar andere landen.

## Geschiedenis
In oudere tijden maakte Binh Duong deel uit van de provincie Thu Dau Mot (tỉnh Thủ Dầu Một). Deze is gesticht in december 1899 en maakte daarvoor deel uit van de provincie Biên Hòa (voormalige provincie) (tỉnh Biên Hoà). In oktober 1956 besliste de regering van Zuid-Vietnam Thủ Dầu Một op te delen in Bình Dương, Binh Long (tỉnh Bình Long) en Phuoc Long (tỉnh Phước Long). In 1976 werden Binh Duong en Binh Phuoc (de samenvoeging van Binh Long en Phuoc Long) herenigd tot de provincie Sông Bé (tỉnh Sông Bé), maar in 1996 werd deze hereniging tenietgedaan.